# 錢元璝
钱元璝（?—?），杭州錢塘（今浙江杭州）人，五代十國的吳越國武肃王钱镠的第二十八子。母亲童氏，同母兄钱元琛，原名钱传璝。
钱元璝生于宝大二年（唐庄宗同光三年）九月廿八，好诗学武，长大后，从征有功。官至福州彰武军事，为人号令严明，属下不敢冒犯。他在兄弟中不受猜忌，事奉文穆王钱元瓘和忠献王钱弘佐、忠懿王钱俶谨守臣礼。建隆六年去世，时年四十一岁，追封宁明王。